# San Vito Chietino
San Vito Chietino är en ort och kommun i provinsen Chieti i regionen Abruzzo i Italien. Kommunen hade 5 291 invånare (2018).